# Morronia brevirostris
Morronia brevirostris  (лат.) — вид мелких жуков-слоников (долгоносиков) из подсемейства Entiminae (Entimini). Эндемики Фолклендских островов (Южная Америка). Рострум без килей, имеет одинаковые длину и ширину. Голени передних ног с прямыми внешними краями и лопатовидным выступом. Встречаются с января по апрель. Назван в честь Мексиканского энтомолога Хуана Морроне (Juan J. Morrone). Один из примерно 25 видов жуков-долгоносиков, обнаруженных на Фолклендских островах, 18 из которых (и ещё один род Malvinius) эндемичны для них.